# Bodorfa
Bodorfa község Veszprém vármegyében, a Sümegi járásban. 222 hektáros kiterjedésével a megye legkisebb közigazgatási területű települése. A település eredetileg Szent István magyar király korától az 1950-es megyerendezésig Zala vármegyéhez tartozott.

## Fekvése
Devecsertől délnyugatra fekvő település. Zsákfalu, amely közúton csak a Devecser és Sümeg között húzódó 7324-es útról letérve, a Nemeshany nyugati szélén északnyugat felé kiágazó, mintegy 2 kilométer hosszú, 73 153-as számú mellékúton érhető el.

## Története
Bodorfa a környék árteres tájának dombhátain megtelepült a királyi várhoz tartozó Keszi törzs települései közé tartozott.
Nevét először 1336-ban a pápai tizedjegyzék említette Bodorfalva néven. 
A falu a török időkben elpusztult, az elmúlt században azonban középkori eredetű templomának romjai még megvoltak, a legenda szerint barátok éltek itt. Istentisztelet alatt a törökök megtámadták a templomot és sok embert megöltek. A község belterületén temetőre bukkantak, ahol tömegsírok, pénzek kerültek a felszínre, amelyek az 1500-as évekre utalnak. A falu még 1720-ban is lakatlanul állt, később nemesi birtokosainak utódai népesítették be. 
1758-ban egyutcás faluként írták le, melynek két házsorát alsó és felső sornak nevezték. Lakói nagyrészt katolikusok voltak.

## Közélete

### Polgármesterei
- 1990–1994: Zsigmond József (független)[4]
- 1994–1998: Zsigmond József (független)[5]
- 1998–2002: Freili Béla (független)[6]
- 2002–2006: Freili Béla (független)[7]
- 2006–2010: Freili Béla (független)[8]
- 2010–2014: Kardos Róbert (független)[9]
- 2014–2019: Kardos Róbert (független)[10]
- 2019–2024: Kardos Róbert (független)[11]
- 2024– : Kardos Róbert (független)[1]

## Népesség
A település népességének változása:
| Lakosok száma | 100  | 101  | 94   | 76   | 81   | 79   | 84   |
|               | 2013 | 2014 | 2015 | 2021 | 2022 | 2023 | 2024 |

A 2011-es népszámlálás idején a lakosok 98,1%-a magyarnak mondta magát (1,9% nem nyilatkozott). A vallási megoszlás a következő volt: római katolikus 86,7%, evangélikus 2,9%, felekezeten kívüli 7,6% (2,9% nem nyilatkozott).
2022-ben a lakosság 91,4%-a vallotta magát magyarnak (8,6% nem nyilatkozott). Vallásuk szerint 45,7% volt római katolikus, 1,2% egyéb katolikus, 12,3% felekezeten kívüli (39,5% nem válaszolt).